# Општина Вишина (Дамбовица)
Вишина (рум. Vişina) општина је у Румунији у округу Дамбовица.
Oпштина се налази на надморској висини од 165 m.